# Réserve naturelle nationale du Banc-d'Arguin
Pour les articles homonymes, voir Banc d'Arguin.
Ne doit pas être confondu avec Parc national du Banc-d'Arguin.
La réserve naturelle nationale du Banc-d'Arguin (RNN5) est située en Nouvelle-Aquitaine. Classée en 1972 et occupant une surface de 4 360 ha, elle protège l’ensemble du banc de sable visible au large de l'entrée du bassin d'Arcachon qui sert de zone de nidification, d'hivernage et de halte migratoire pour de nombreuses espèces d'oiseaux, dont en particulier la sterne caugek.

## Toponymie
Le nom de « banc d'Arguin » est utilisé pour la première fois en 1835 pour désigner le banc dans le bassin d’Arcachon. L’ingénieur hydrographe Paul Monnier utilisa ce nom sur une carte maritime des lieux après le naufrage de la frégate française Méduse survenu en juillet 1816 sur le banc homonyme en Mauritanie,.

## Localisation

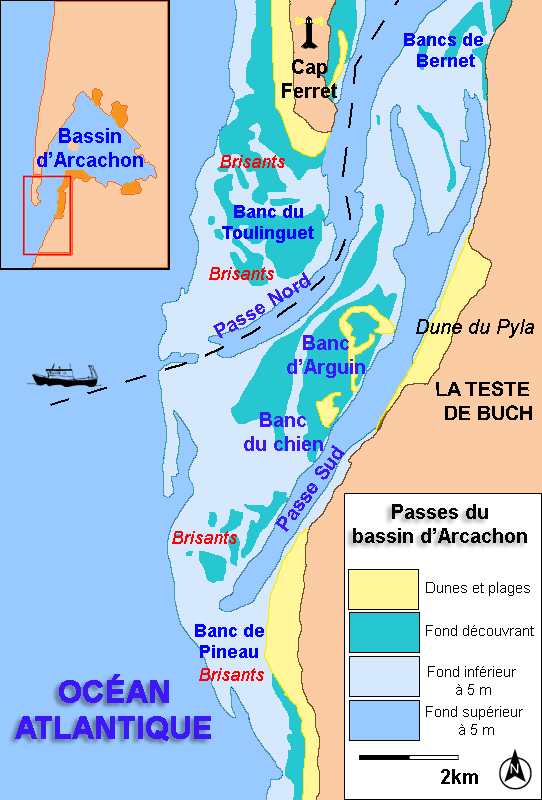
Position du banc d'Arguin dans l'entrée du bassin d'Arcachon.

Le territoire de la réserve naturelle se trouve dans le département de la Gironde, dans la commune de La Teste-de-Buch.
Le banc d'Arguin est un banc de sable d'environ 4 km de long sur 2 km de large à marée basse. Le banc est plus ou moins visible selon l'état de la marée. De plus, sous l'action des courants marins, des marées et du vent, il change continuellement de forme et d'emplacement.
Il se trouve en face de l'entrée du bassin d'Arcachon, entre la dune du Pilat et la pointe du cap Ferret.
Le décret du 10 mai 2017 abroge le décret de création de 1986 et institue un périmètre de 4 360 ha délimité :
- à l'ouest, par une ligne reliant les points suivants :
  - A : 44° 36′ 59″ N, 1° 17′ 57″ O,
  - B : 44° 32′ 45″ N, 1° 17′ 57″ O  ;
- au nord, par un parallèle passant par le point A ;
- au sud, par un parallèle passant par le point B ;
- à l'est, par une distance de 300 m du trait de côte.

Le décret prévoit également la création de zones de protection renforcée et intégrale à l'intérieur de ce périmètre.

## Histoire

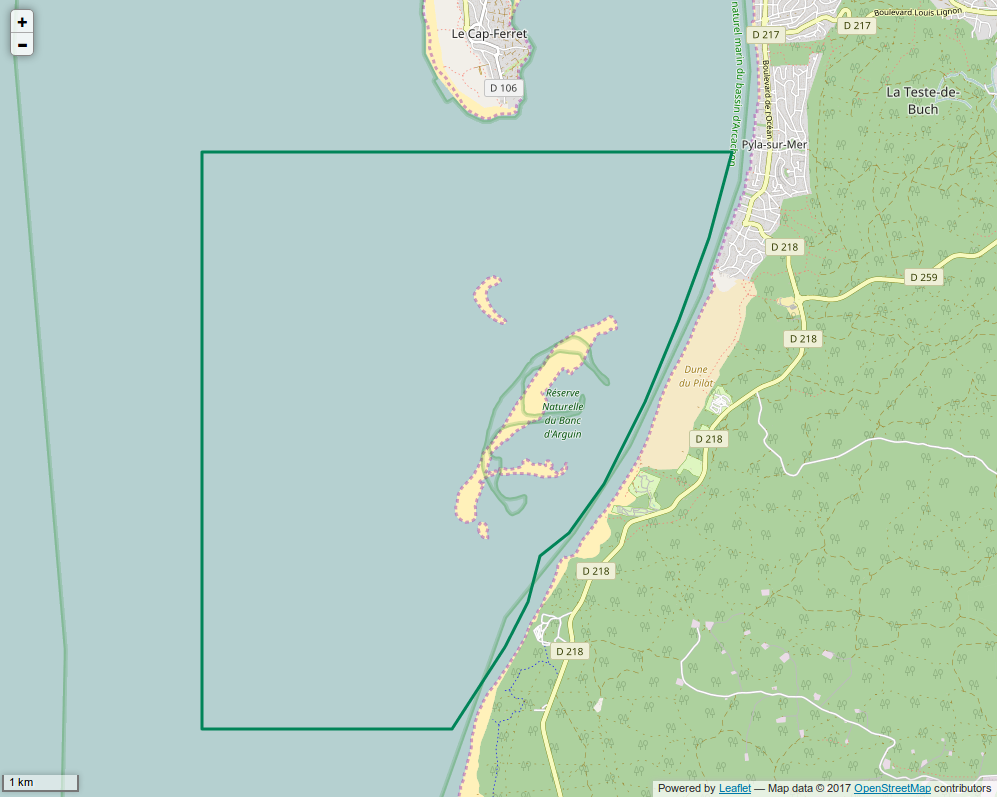
Périmètre de la réserve naturelle.

Depuis 20 000 ans, la dérive littorale, l'action de la houle, des vents et des courants marins, déplacent des masses énormes de sédiments le long du littoral de l'Aquitaine en direction du sud. L'embouchure du bassin d'Arcachon a évolué de la même façon. Tout d'abord ouest, puis sud-ouest, elle fait maintenant un crochet vers le sud mais les restes des matériaux du cap Ferret subsistent sous forme d'un îlot sableux mobile qui a peu à peu constitué le banc actuel.
Le banc d'Arguin a été classé en réserve naturelle nationale en 1972.

## Écologie (biodiversité, intérêt écopaysager…)

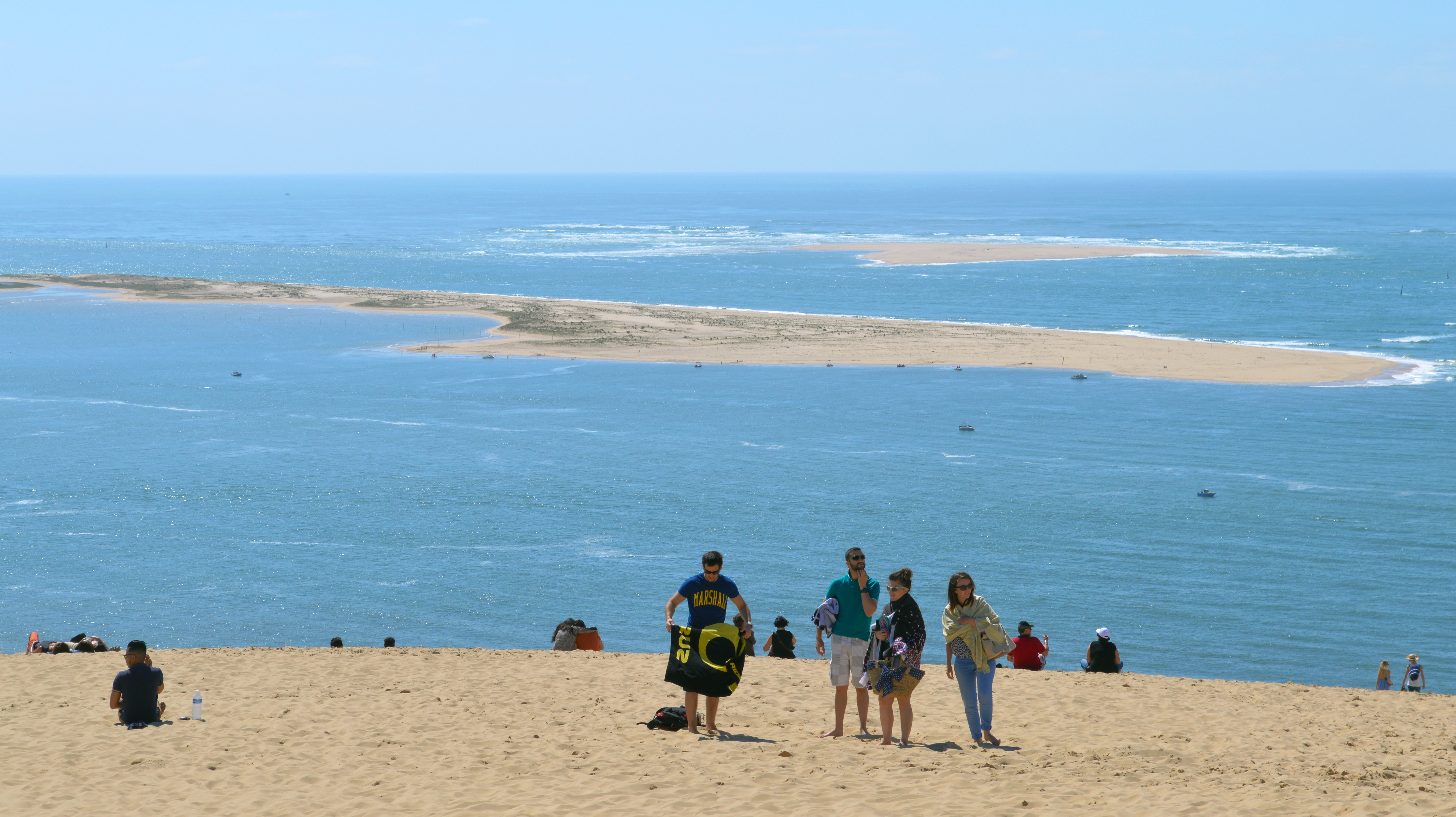
Le banc d'Arguin vu de la dune du Pilat.

L'intérêt de la réserve naturelle est essentiellement ornithologique. On y distingue trois zones, toutes sur le domaine public maritime :
- une zone sub-littorale d'une profondeur de 20 mètres est la zone immergée en permanence. Ses fonds sont tapissés de grandes zostères qui forment un vaste herbier ;
- une zone correspondant aux plages et aux zones de balancement des marées qui sont en permanence remaniées par le vent et les vagues ;
- le sommet des bancs de sable, colonisé par une végétation typique des dunes du littoral atlantique.

Le banc de sable abrite également des parcs à huîtres de captage et d'élevage.

### Flore

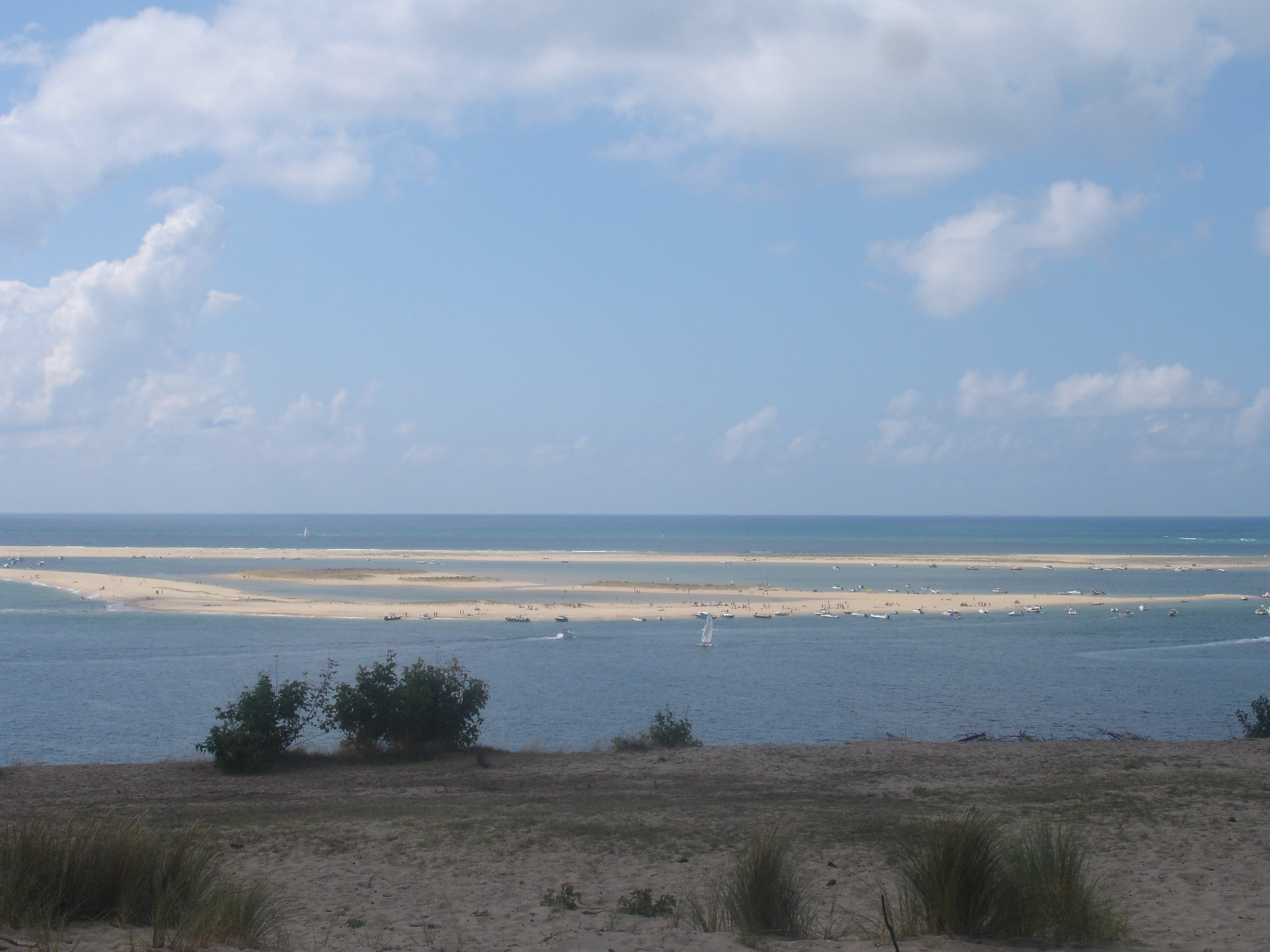
Le banc d'Arguin à marée haute.

La végétation est de type dunaire, capable de s'adapter aux conditions extrêmes de la dune. On y trouve l'Oyat, l'Armoise maritime, le Panicaut maritime, la Linaire à feuilles de thym (plante protégée au niveau national qui ne vit que dans le sud-ouest de la France) et les herbiers de Zostère marine (plante protégée en Aquitaine).

### Faune
Le Banc d'Arguin jouxte le golfe de Gascogne. Situé à proximité de vastes fosses océaniques et d'un plateau abyssal, il est un site privilégié pour l'observation du Grand dauphin, du Phoque gris ou de la Tortue luth.
Sur les plages, on peut trouver des invertébrés terrestres et des crustacés comme la puce de mer. Dans les dunes, des insectes sont présents comme le Hanneton foulon vivant à l'état larvaire.
La zone de balancement des marées contient de nombreux invertébrés aquatiques invisibles à l'œil nu dont les oiseaux comme les échassiers se nourrissent et qui se cachent sous le sable en attendant la marée montante.

#### Oiseaux

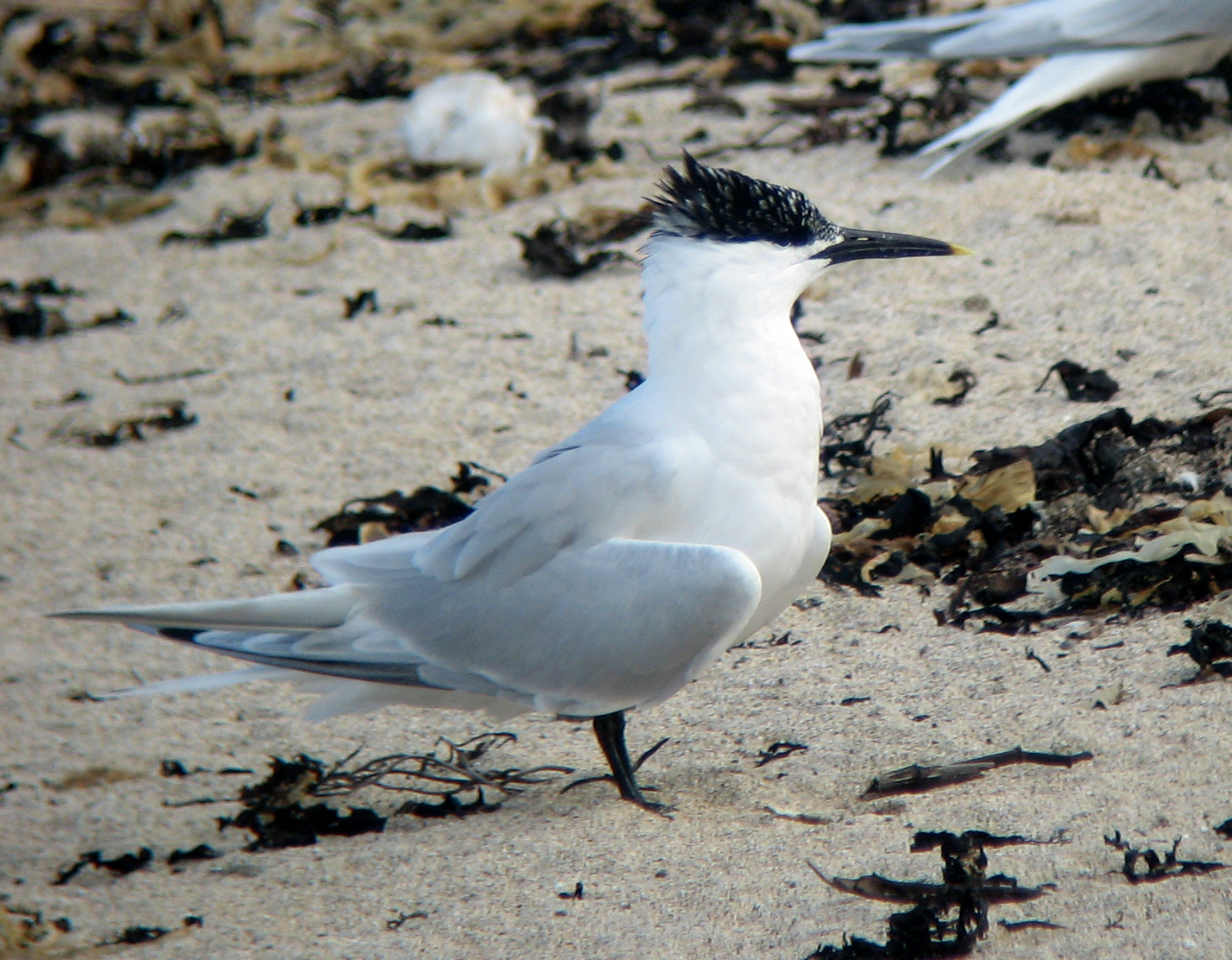
Sterne caugek.

La végétation dunaire et l'isolement insulaire constituent des facteurs favorables à l'avifaune. Le site est une aire d'occupation importante pour les oiseaux car il leur sert :
- de site de reproduction. La Sterne caugek est présente en grand nombre (plusieurs milliers de couples par an). Le site est d'importance pour la reproduction du Pluvier à collier interrompu et de l'Huîtrier pie. Les oiseaux nichent sur tout le banc de sable ;
- de site d'hivernage. Plus de 30 000 limicoles dont le Bécasseau variable, le Courlis cendré, l'Huîtrier pie et la Barge rousse y hivernent à marée haute ;
- de halte migratoire en automne et au printemps durant la migration de nombreux oiseaux.

## Intérêt touristique et pédagogique

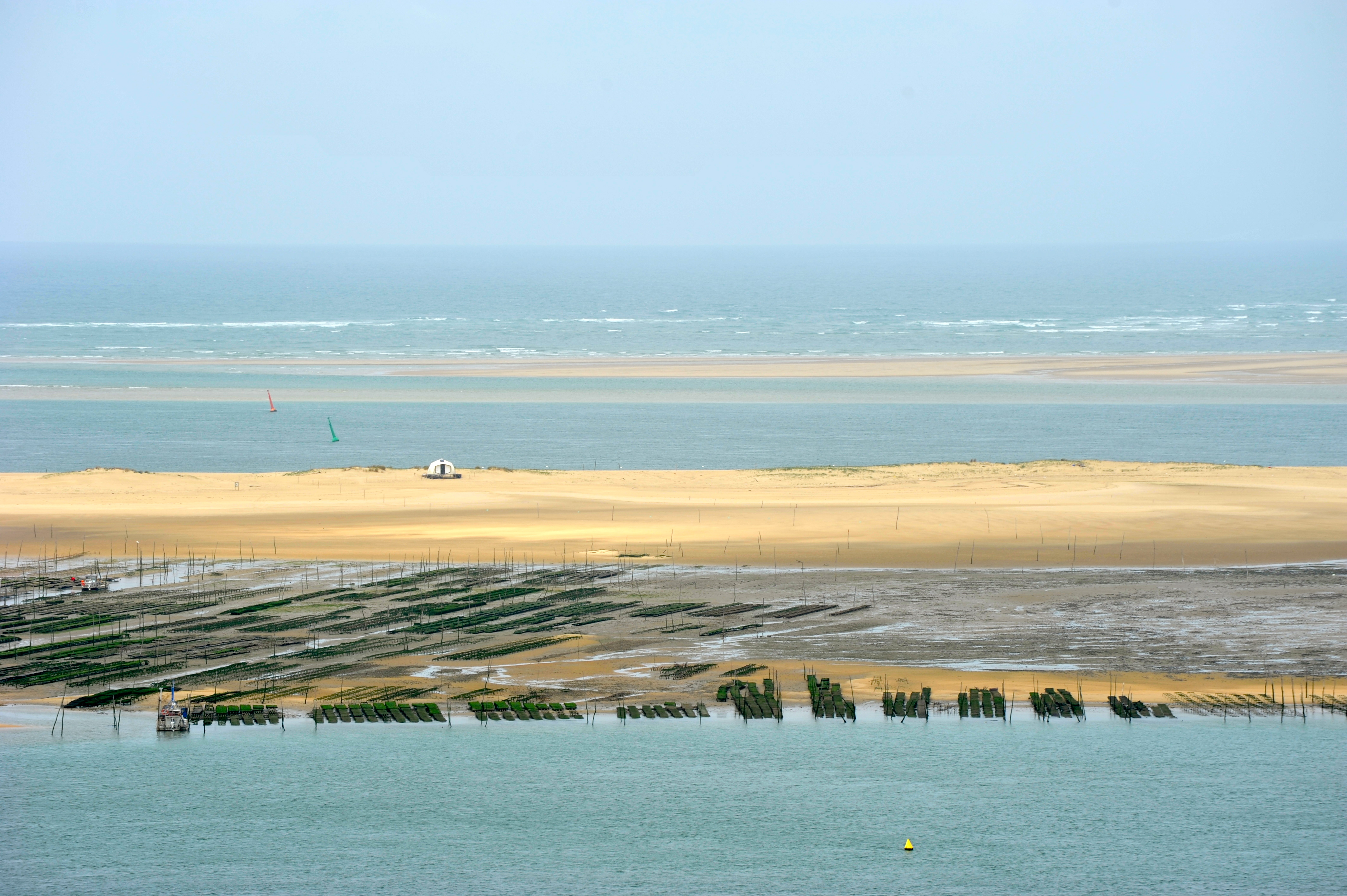
Ostréiculture sur le banc d'Arguin.

Le panorama depuis le banc offre une vue superbe sur la dune du Pilat et le cap Ferret. Le banc d'Arguin est un but de promenade apprécié. Des bateaux permettent d'y accéder en été uniquement, depuis Arcachon, Le Moulleau, et depuis la dune (plage du Sabloney). Une structure temporaire située sur la partie émergée du banc abrite une exposition retraçant l'histoire de cette île mouvante, histoire intimement liée au cycle des passes du bassin d'Arcachon ; un accueil est assuré en été par le personnel de la réserve. L'accès à certaines zones du banc, comme les zones de nidification, est interdit. Le bivouac et la présence d'animaux domestiques ne sont pas autorisés.

## Administration, plan de gestion, règlement
La gestion de la réserve est assurée par la Fédération des Sociétés pour l'étude, la protection et l'aménagement de la nature dans le Sud-Ouest (SEPANSO).

### Outils et statut juridique
La réserve naturelle a été créée par un arrêté du 4 août 1972. Un décret a renouvelé le classement le 9 janvier 1986. Un nouveau décret du 10 mai 2017 (n° 2017-945) est intervenu étendant la réserve et modifiant sa réglementation.
Cette règlementation est contestée par les plaisanciers, l'industrie nautique et les ostréiculteurs. Ces derniers, qui avaient illégalement investi le banc depuis de nombreuses années, pourraient désormais être autorisés (prévu par le décret, mais n'ont toujours pas le droit) à cultiver des huîtres sur le site de la réserve, sur une surface maximum de 45 ha de parcs, et durant une période de 5 ans renouvelable.